# Barış Manço

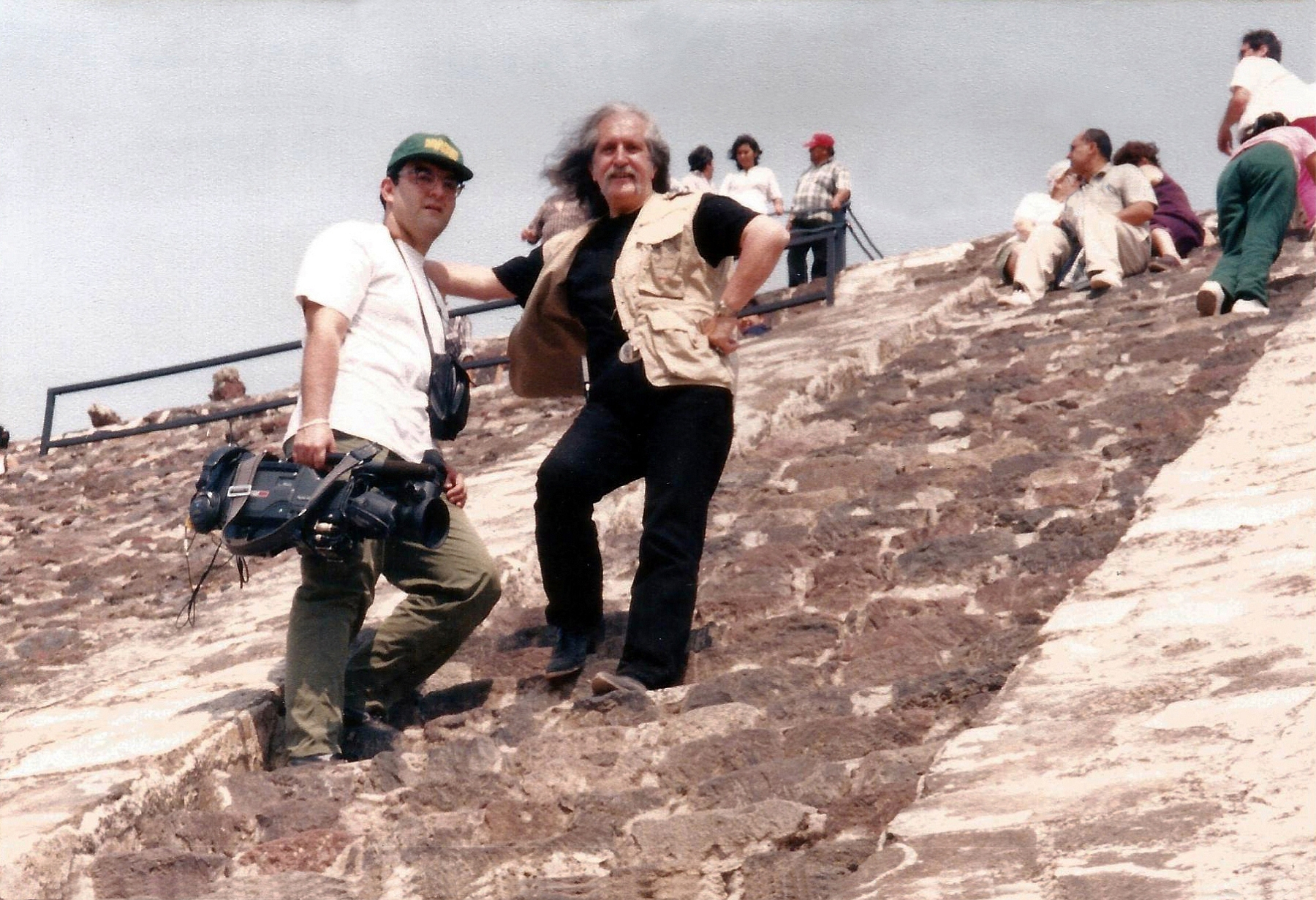
Kameramann Erkan Umut & Barış Manço in Teotihuacán, Mexico (1998)

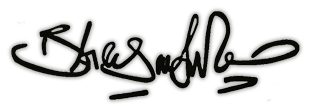
Unterschrift

Barış Manço (* 2. Januar 1943 in Üsküdar, Istanbul; † 1. Februar 1999 in Kadıköy, ebenda) war ein türkischer Sänger, Komponist, Fernsehmoderator und Schauspieler. Er gilt als einer der einflussreichsten Vertreter der türkischen Musik und als einer der Begründer des Anadolu Rock.

## Leben
Barış (türkisch für „Frieden“) Manço wurde in Üsküdar, Istanbul, geboren. Erste musikalische Erfahrungen sammelte er in den 1950er-Jahren als Mitglied verschiedener Schülerbands, darunter Harmoniler und Kaygısızlar. Nachdem Manço das Galatasaray Lisesi absolviert hatte, graduierte er später an der Académie royale des beaux-arts de Liège in Belgien. Seine musikalische Karriere begann während seines Studiums. In den späten 1960ern wurde er als Pionier des sogenannten Anadolu Rock berühmt. Dennoch änderte er oft seinen Stil während seiner mehr als 41-jährigen künstlerischen Tätigkeit und passte ihn der jeweiligen Zeit an.
1970 schaffte Barış Manço mit der Single „Dağlar Dağlar“ seinen Durchbruch in der Türkei. 700.000 verkaufte Platten bescherten ihm eine Platinauszeichnung. 1976 brachte er eine Single in London heraus (Barish Mancho – Nick The Chopper). Er erlangte damit seinen internationalen Durchbruch in den europäischen Charts. Anfang der 1990er Jahre trat er zusammen mit Metallica bei einem Rockkonzert in Russland auf.
1995 verkauften sich seine Platten (Mega Manço, Müsaadenizle Çocuklar, Live in Japan) in Tokio mehr als in seiner Heimat. Er komponierte mehr als 200 Lieder, von denen viele in mehrere Sprachen wie Griechisch, Bulgarisch, Persisch, Japanisch, Deutsch, Italienisch, Französisch oder Arabisch übersetzt wurden. Manço starb 1999 an einem Herzinfarkt. Bei der Staatsbeerdigung trauerten Millionen von Fans. Seine Beerdigung gilt in der Türkei als jene mit der zahlreichsten Beteiligung an Trauernden.
Barış Manço sprach fließend Türkisch, Französisch, Englisch und Japanisch und konnte sich zudem noch auf Deutsch, Arabisch, Niederländisch, Spanisch und Italienisch verständigen. Seine Markenzeichen waren, schon seit seiner Jugend, der Schnurrbart und seine langen Haare, die er auch im reiferen Alter, im ergrauten Zustand, beibehielt. Er lebte im Stadtviertel Moda des Istanbuler Stadtteils Kadıköy. Heute gibt es ihm zu Ehren in dem Stadtteil den Barış-Manço-Park. Auch wurde eines der Passagierschiffe, welches auf dem Bosporus verkehrt, nach ihm benannt.

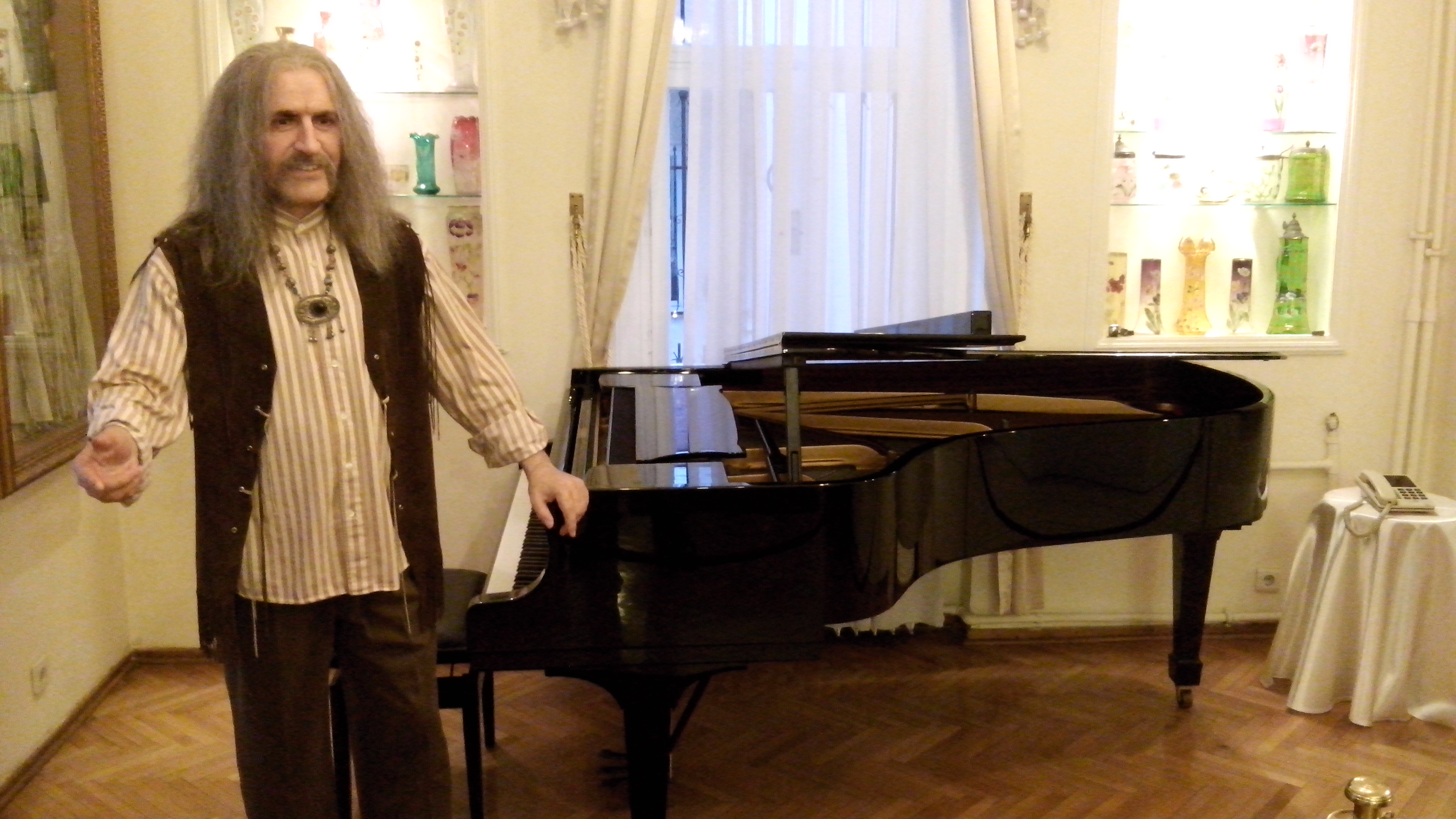
Barış Manço Museum.

## Kurtalan Ekspres
Manços bekannteste Band Kurtalan Ekspres begleitete ihn bei den meisten seiner Bühnenauftritte. Unter den Mitgliedern der Band befanden sich viele große Namen seiner Zeit: Murat Ses und Engin Yörükoğlu von den Moğollar, Mustafa Sarışın (Ağrı Dağı Efsanesi), Nur Moray, Ohannes Kemer, Celal Güven, Fehiman Uĝurdemir gaben der Band ihren unverwechselbaren Charakter. Spätere Mitglieder der Band waren Elif Turhan, Ahmet Güvenç, Bahadır Akkuzu, Cihangir Akkuzu, Eser Taskiran sowie Serdar Ertürk.
Barış Manço war neben den zahlreichen Konzerten in seiner Heimat, der Türkei, auch in Japan, Malaysia, Australien, dem Kongo, Argentinien, den USA, Russland, in den turksprachigen Republiken und Regionen der ehemaligen UdSSR, in arabischen Staaten, Zypern, Bulgarien, Bosnien, Deutschland, den Niederlanden, der Schweiz, Österreich, Belgien und Frankreich auf der Bühne zu sehen.

### Alben
- 2003: 3552
- 2011: Göğe Selam
- 2014: Göğe Selam, Vol. 2
- 2019: Sessiz Çığlık
- 2020: Aşıklar - Bir Dede Korkut Masalı (mit Seyyal Taner)
- 2021: Unikat

## Fernsehen
TRT-1, das erste Programm des staatlichen türkischen Fernsehens, strahlte zwei erfolgreiche Shows von und mit Barış Manço aus: 378 Folgen der Kultur- und Edutainment-Sendung 7’den 77’ye (Von 7 bis 77) waren zwischen Oktober 1988 und dem 6. Dezember 1998 zu sehen. Manços Talk- und Musikshow 4×21 Dolu Dizgin wurde an 52 Donnerstagen zwischen Oktober 1992 und Ende 1993 gezeigt. Manço bekam aus Japan ein Angebot für eine eigene Show. Dem stimmte er zu, konnte dies jedoch wegen seines frühen Todes nicht verwirklichen.
Die Hauptproduktionsmannschaft seiner Fernseh-Shows, als die Shows auf Paramount waren, umfasste: Yavuz Zafer, erster Kameramann; Erkan Umut, Kameramann (späterer erster Kameramann); Kenan Eryılmaz (Beleuchtung); Binnur Kayak, Regieassistentin; Nilüfer Ülkügüner, Regieassistentin; Dr. Üstun Aydıngöz, Projektkoordinator; Tamer Şahin, Hauptkoordinator (auch Betriebsleiter); Umut Germeyan, Herstellungsleiter; Berna Korkut, Herstellungsleiterin (die vorige Video-Editorin und Regisseurin für TRT-Shows); Belma Korkut, Produktionsbegleiterin (die vorige Schnittassistentin und Regisseurin für TRT-Shows); Melih Erdem, Produktionsbegleiter (auch Konzertbegleiter); Can Şahin, Produktionsbegleiter (auch Chauffeur)
Die Filmwelt hat er mit seiner Hauptrolle in dem 1975 gedrehten Baba Bizi Eversene (Vater, verheirate uns doch mal) nur einmal betreten. Er spielte dort in einer Liebeskomödie eine Slapstick-Rolle.
Dort ist auch seine Filmmusik vertreten.

## Diskografie
| - 1975: 2023 (mit Kurtalan Ekspres) - 1976: Barish Mancho / Nick The Chopper - 1979: Yeni Bir Gün (mit Kurtalan Ekspres) - 1980: 20 Sanat Yılı Disco Manço (mit Kurtalan Ekspres) - 1981: Sözüm Meclisten Dışarı (mit Kurtalan Ekspress) - 1983: Estağfurullah.. Ne Haddimize! (mit Kurtalan Ekspres) - 1985: 24 Ayar - 1986: Değmesin Yaglı Boya - 1988: Ful Aksesuar'88 Manço: Sahibinden İhtiyaçtan - 1989: Darısı Başınıza - 1992: Mega Manço - 1995: Müsaadenizle Çocuklar | - 1996: Live In Japan - 1971: Dünden Bugüne - 1976: Sakla Samanı Gelir Zamanı (mit Kurtalan Ekspres) - 1995: Best Album - 1995: Barış Manço - 1999: Mançoloji - 2008: Bien fait pour toi (EP) - 2018: Golden Rollers - 2020: Manlac Blues 9, Volume 1 (Demo 1965–1966) |

### Singles
| - 1962: Twist In USA/The Jet,Grafson MGG 515 - 1962: Do The Twist/Let’s Twist Again, Grafson MGG 516 - 1963: Çıt Çıt Twist/Dream Girl, Grafson MGG 566 - 1964: Baby Sitter/Quelle Peste/Jenny Jenny/Un Autre Amour Que Toi, EP Rigolo 18.726 - 1964: Baby Sitter/Quelle Peste, Rigolo RI 10019 - 1964: Jenny Jenny/Un Autre Que Toi, Rigolo RI 10020 - 1966: Il Arrivera/Une Fille, Sahibinin Sesi 45-AX 3092 - 1966: Bien Fait Pour Toi/Aman Avcı Vurma Beni, Sahibinin Sesi 45-AX 3093 - 1967: Bizim Gibi/Seher Vakti, Sayan FS - 1967: Kol Düğmeleri/Big Boss Mann/Seher Vakti/Good Golly Miss Molly, EP Sayan FS-144 - 1968: Kızılcıklar/I’ll Go Crazy, Sayan FS-171 - 1968: Bebek/Keep Lookin’, Sayan FS-179 - 1968: Karanlıklar Içinde/Trip(To A Fair), Sayan FS-180 - 1968: Boğaziçi/Flower Of Love, Sayan FS-194 - 1969: Runaway/Unutamıyorum, Sayan FS-199 - 1969: Ağlama Değmez Hayat/Kirpiklerin Ok Ok Eyle, Sayan FS-204 - 1969: Kağızman/Anadolu, Sayan FS-213 - 1969: Derule/Küçük Bir Gece Müziği, Sayan FS-223 - 1971: İşte Hendek İşte Deve/Kâtip Arzuhalim Yaz Yare Böyle, Sayan FS-266 - 1971: Binboğa’nın Kızı/Ay Osman, Sayan FS-271 | Weitere bekannte Songs - Gülpembe - Alla Beni Pulla Beni - Can Bedenden Çıkmayınca - Sarı Çizmeli Mehmet Ağa - Binlik Demlik / Nick The Chopper - Dağlar Dağlar - Dönence - Kara Sevda - Arkadaşım Eşek - Bal Böceği - Anlıyorsun Değil Mi - Gönül Ferman Dinlemiyor - Unutamadım - Gibi Gibi - Gamzedeyim Deva Bulmam - Halil Ibrahim Sofrası - Hal Hal - Lambaya Püf De - Aynalı Kemer Ince Bele - Nazar Eyle - Ali Yazar Veli Bozar - Süleyman |

## Filmographie
- Baba Bizi Eversene (1975)

## Auszeichnungen
Barış Manço wurde mehr als 300 Mal für seine Verdienste und Leistungen ausgezeichnet, unter anderem wurden ihm folgende Titel verliehen:
- 1980 Goldener Orpheus für Kunst und Musik (Bulgarien)
- 1989 Ehrenmitglied der Türkisch-Amerikanischen Gesellschaft (USA)
- 1991 Internationaler Kultur and Friedens Preis der Universität Soka, Japan. Tokyo
- 1991 Botschafter der Kunst (Türkei)
- 1991 Ehrendoktor der Künste, Hacettepe-Universität, Ankara (Türkei)
- 1992 Ritter des Orderns Leopolds II. (Belgien)
- 1992 Chevalier des Arts et des Lettres (Frankreich)
- 1995 Ehrendoktor der Künste, Pamukkale Üniversitesi, Denizli (Türkei)
- 1997 Ehrenbürger der Stadt Lüttich (Belgien)
- 1998 Ehrenlandsmann von Turkmenistan (Turkmenistan)
- 1998 Ehrenprofessor, Universität von Aşgabat (Turkmenistan)